# Anne-Marguerite de Ligniville
 (juillet 2022).
Anne-Marguerite de Ligniville-Houécourt, née le 9 février 1686 à Les Thons (duché de Lorraine) et morte le 12 juillet 1772 dans son château d'Haroué, est une aristocrate lorraine connue pour avoir été la maîtresse du duc Léopold Ier de Lorraine.

## Biographie
Issue de la famille de Ligniville, maison noble appartenant aux Grands chevaux de Lorraine, Anne-Marguerite de Ligniville est mariée à Marc de Beauvau-Craon, ami d'enfance du duc Léopold Ier de Lorraine, le 16 décembre 1704 au château de Lunéville en présence du duc et de la duchesse de Lorraine. 
Le couple eut vingt enfants :
- Élisabeth-Charlotte (1705-1787), épouse en 1723 Charles-Ferdinand-François de La Baume-Montrevel, marquis de Saint-Martin et de Pesmes ;
- Anne-Marguerite-Gabrielle (1707-1772), épouse le 19 août 1721 Jacques-Henri de Lorraine, prince de Lixheim ;
- Gabrielle-Françoise (1708-1758) épouse en 1725 Alexandre-Gabriel-Joseph de Hénin-Liétard, prince de Chimay ;
- Marie-Philippe-Tècle (1709-1748), chanoinesse à Remiremont ;
- Nicolas-Simon-Jules (1710-1734), prêtre ;
- Marie-Françoise-Catherine (1711-1786), épouse en 1734 Louis-François de Boufflers, marquis de Remiencourt ;
- François-Vincent (1713-1742), primat de Lorraine de 1722 à sa mort ;
- Léopold Clément (1714–1723), présenté dans l'ordre de Saint-Jean de Jérusalem en 1715 ;
- Louise-Eugénie (1715-1736), abbesse d'Épinal de 1728 à 1736 ;
- Henriette-Augustine (1716-?), religieuse de la Visitation à Paris ;
- Charlotte-Nicole (1717-1787), épouse en 1724 Léopold-Clément de Bassompierre ;
- Anne-Marguerite (1719-?), religieuse à Paris ;
- Charles-Juste (1720-1793), maréchal de France, épouse Marie-Sophie-Charlotte de La Tour d'Auvergne puis Marie-Charlotte-Sylvie de Rohan-Chabot ;
- Elisabeth (1722-?), chanoinesse à Poussy, puis religieuse à Paris ;
- Ferdinand-Jérôme (1723-1790), général, épouse Louise Desmier d'Archiac ;
- Gabrielle-Charlotte (octobre 1724-après 1790), chanoinesse de Remiremont, dernière abbesse de Saint-Antoine-des-Champs de 1760 à la Révolution ;
- Alexandre (1725-1745), tué à la bataille de Fontenoy ;
- Béatrice (1727-1730) ;
- Hilarion-François-Louis (mort-né vers 1728) ;
- Antoine (1730-1736).

Certains enfants avaient la réputation d'avoir pour père le duc de Lorraine ce qui leur permet de conclure des alliances particulièrement brillantes.
La marquise est nommée dame d'honneur de la duchesse, Élisabeth-Charlotte d'Orléans, mais devient deux ans plus tard la maîtresse du duc. La duchesse, mère de sept enfants et de dix ans l'aînée de sa dame d'honneur, fait part de son chagrin et sa colère à sa mère, la duchesse d'Orléans, qui lui conseille de conserver une attitude digne. La souveraine et sa dame d'honneur n'en continuent pas moins leur carrière de mères de famille et enchaînent grossesses et accouchements. Certains enfants de la marquise auront la réputation d'être les enfants du duc.
Diplomate avisé, mari et ami complaisant, le marquis de Beauvau-Craon voit sa fidélité récompensée. Nommé gouverneur, puis grand écuyer du prince héréditaire François-Etienne de Lorraine, il reçoit en 1720 le marquisat d'Haroué où il fait construire un château sous la direction de François Blondel, architecte du duc et concepteur du château de Lunéville. Il est également fait marquis puis prince de Craon et, sur demande du duc, prince du Saint-Empire par l'empereur Charles VI et grand d'Espagne par le roi Philippe V.
En 1729, le duc meurt. Le prince François-Etienne lui succède mais, vivant depuis six ans à la cour de Vienne pour parfaire son éducation, il ne peut revenir immédiatement dans les duchés et n'y reste que peu de temps. Il entame le Grand Tour qui le ramène à Vienne où l'empereur, son futur beau-père, pour le garder dans ses états, l'a nommé vice-roi de Hongrie. Contraint par la diplomatie européenne d'échanger ses duchés contre la Toscane en 1737, il y désigne comme représentant le prince de Beauvau-Craon. Il est élu empereur en 1745 et mourra en 1765.
Le prince meurt en 1754. La princesse se retire en son château d'Haroué où elle meurt en 1772 à l'âge de 84 ans.